# Émailoïde
Durodentine ; Vitrodentine
Les émailloïdes, sont des tissus squelettiques de type tissus hyperminéralisés (dont la trame minérale est supérieur à 95%). Ils sont caractérisés par une origine developpementale mixte. Lors de l'odontogénèse, leurs matrices cellulaires sont le produit conjoint des améloblastes et des odontoblastes. Les émailloïdes se distinguent donc de l'émail qui est une production exclusive des améloblastes,. Par le passé, certains travaux de recherches ont proposé que les émailloïdes soient un type particulièrement induré de dentine, également connu sous le nom de durodentine ou vitrodentine, mais les travaux issus de l'histologie dentaire et de l'immunohistochimie invalide cette hypothèse : les émailloïde sont bien une production conjointe des améloblastes et odontoblastes. Dans la faune actuelle, on distingue principalement deux émailloïdes : l'émailloïde des chondrichthyens, composant externe des odontodes des chondrichthyens (dents et denticules dermiques) et l'acrodine qui recouvre la région apicale des dents d'actinoptérygiens. L'origine des émailloïdes est débattue et des interrogations demeures sur l'homologie ou l'analogie entre l'émailloïde des chondrichthyens et l'acrodine,. Le terme couvre tout tissu hyper-minéralisé avec un « échafaudage » organique constitué de protéines ectodermiques et ectomesenchymateuses (en),,. La microstructure des émailloïdes est constituée de cristallites d'apatite qui peuvent prendre differentes organisations, allant de cristallites individualisées disposées sans orientation privilegiée, à des cristallites regroupées en faisceaux. La diversité des patrons produits est utilisée en paléontologie afin d'affiner la détermination de restes fossilisés retrouvés isolés